# Fallen Sanctuary
«Fallen Sanctuary» — другий студійний альбом австрійського симфо-павер-метал гурту Serenity. Реліз відбувся 29 серпня 2008 року.

## Список композицій
| #   | Назва                        | Тривалість |
| --- | ---------------------------- | ---------- |
| 1.  | «All Lights Reversed»        | 6:18       |
| 2.  | «Rust of Coming Ages»        | 4:30       |
| 3.  | «Coldness Kills»             | 5:28       |
| 4.  | «To Stone She Turned»        | 4:59       |
| 5.  | «Fairytales»                 | 4:54       |
| 6.  | «The Heartblood Symphony»    | 5:27       |
| 7.  | «Velatum»                    | 4:29       |
| 8.  | «Derelict»                   | 4:26       |
| 9.  | «Sheltered (By the Obscure)» | 5:00       |
| 10. | «Oceans of Ruby»             | 4:16       |

| Обмежене видання (бонусні треки) | Обмежене видання (бонусні треки) | Обмежене видання (бонусні треки) |
| #                                | Назва                            | Тривалість                       |
| -------------------------------- | -------------------------------- | -------------------------------- |
| 11.                              | «Journey's End»                  | 5:01                             |

## Учасники запису
- Георг Нойхаусер — вокал та задні вокали
- Томас Бакбергер — електро- та ритм-гітара
- Маріо Херзінгер — клавіші, задній вокал
- Саймон Хольтцнект — бас-гітара
- Андреас Шифлінгер — ударні, задній вокал